# Franqueville, Somme

Franqueville este o comună în departamentul Somme, Franța. În 1 ianuarie 2022 avea o populație de 158 de locuitori.